# Вероника
Верони́ка — женское русское личное имя греческого происхождения.

## Этимология
Вероятно, восходит к имени Береника или Вероника (др.-греч. Βερονίκη, Βερενίκη) — так звали жену правителя эллинистического Египта Птолемея I Сотера. Синонимичное имя Φερενίκη можно перевести как «приносящая победу» (φέρω — приносить и νίκη — победа). Имя Ференика получило распространение в древности в его диалектной форме — Береника; это имя стало династическим у Птолемеев и известно у нескольких цариц и царевен античного мира.
Имя Береника (Вереника) встречается в Библии — его носительницей являлась дочь иудейского царя Ирода Агриппы I. В эпоху становления христианства имя Береника стало отождествляться с двумя безымянными женщинами, упоминаемыми в Евангелии. Первая, страдавшая кровоточением, по преданию, излечилась прикосновением к одеждам Иисуса Христа. Вторая отёрла своим платком лицо Иисуса во время его Крестного пути на Голгофу, после чего, согласно преданию, на платке проявился нерукотворный образ Христа. В западноевропейской христианской традиции получил широкое распространение цикл апокрифических сказаний о платке с нерукотворным образом. А латинизированная форма имени — лат. Veronica — стала пониматься как анаграмма фразы лат. icona vera («истинный образ»).
В Италии имя было переосмыслено и стало толковаться как «жительница Вероны».
Известно мужское парное имя Верони́к; «Словарь русских личных имён» Петровского отмечает его как редкое. В отличие от большинства других пар имён, в которых женское имя обычно образовывалось от мужского, здесь имел место обратный процесс.

## Именины
- Православные именины (даты приводятся по григорианскому календарю)[8]: 25 июля, 30 июля, 17 октября
- Католические: 9 июля, 12 июля